# ورود (شركة)
يقع مقر الشركة في ولاية الوادي ويتربع على مساحة 25 000 م2 في المنطقة الصناعية كوينين.

## تاريخ الشركة
مؤسس المجموعة الحاج سالم جديدي بدأالتجارة منذ سنة 1938 معتمدا في ذلك على روح المبادرة. وبعد نجاته من الإعدام في سجون الإستعمار الفرنسي، استأنف نشاطه بعد الاستقلال بتأسيس شركة عطور ورود سنة 1963 والتي تعتبر أول مؤسسة لتصنيع العطور بالجزائر.
وقد خلفه على رأس الشركة إبنُه السيد محمد بشير جديدي، الرئيس المدير العام الحالي، والذي أظهرعطور ورود على الساحة الدولية. وبهذا النجاح، قرر السيد جديدي اقتحام ميادين اقتصادية جديدة بإنشاء مجموعة صناعية قوية تعرف بمجموعة ورود.
تشمل المجموعة حاليا 3 شركات كبرى تشغل أكثر من 300 شخص وتهتم بميادين شتى كالعطارة ومـــواد التجميـــل والتعبئـة والطباعة.
أن مجموعة ورود تولي عناية خاصة لإستعمال التقنيات الحديثة وتعول عليها في سياستها التنموية. فعلى سبيل المثال، بدأ الاعتماد على المعلوماتية في المجموعة واستعمال النسخ الهاتفي (الفاكس) منذ سنة 1987، أما إدخال رموز السطور فقد تم في سنة 1993 (وهي أول شركة قامت بذلك في الجزائر)، وأخيرا استعمال التقنيات الجديدة للإعلام والإتصال الذي تم في 1994.